# Leviatan
För andra betydelser, se Leviatan (olika betydelser).

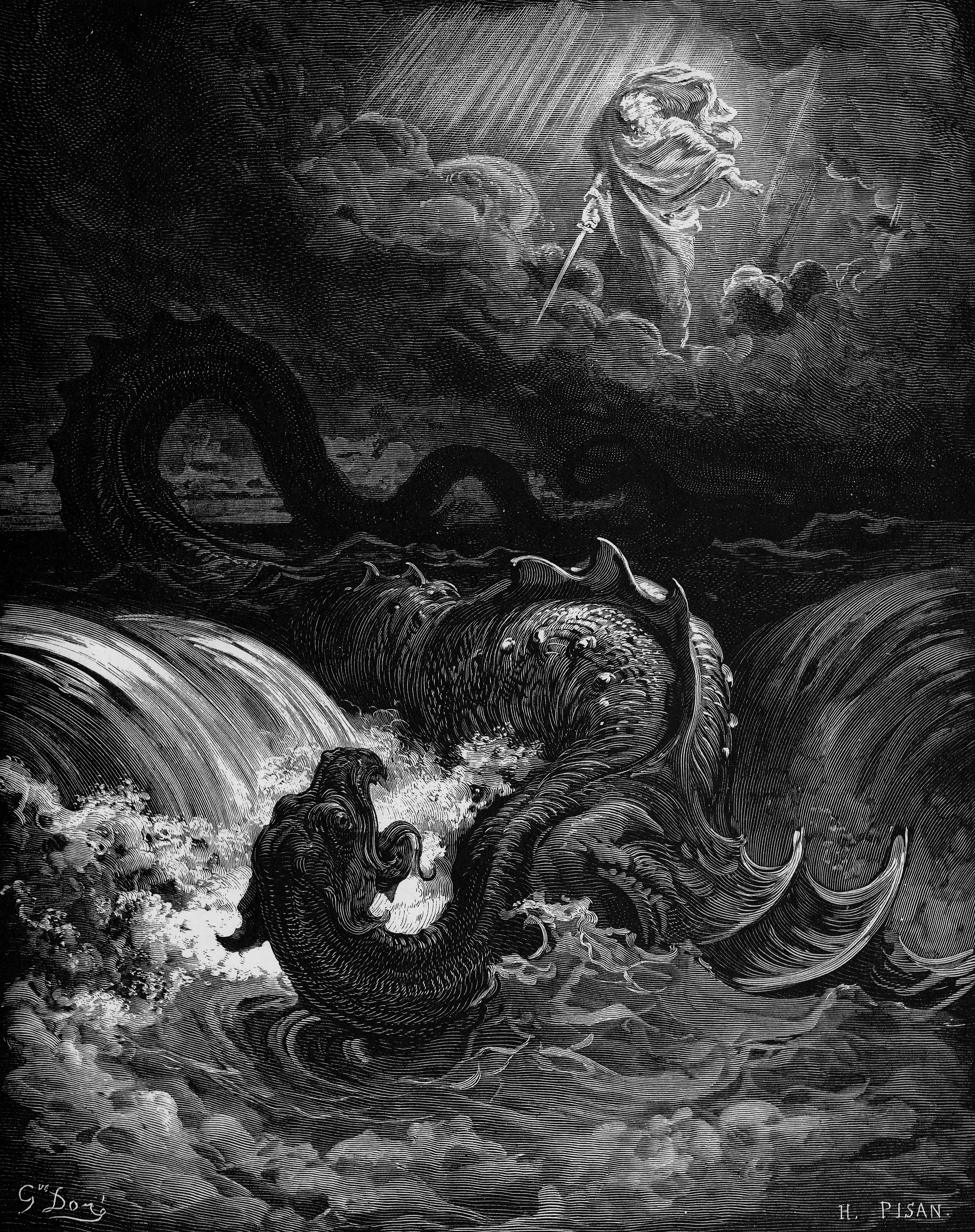
"Leviatans förgörelse", gravyr av Gustave Doré från 1865. I bilden slaktar Gud det legendariska sjöodjuret, ett motiv konstnären hämtat från Jesaja 27:1.

Leviatan eller Leviathan (hebreiska: לִוְיָתָן, "vriden, ringlad"; modern hebreiska: Livyatan, tiberiansk hebreiska: Liwyāṯān) är ett gammalt mytologiskt namn på ett sjöodjur som förekommer i Gamla Testamentet.
Ordet "Leviatan" har tidigare blivit synonymt med stora monster eller varelser, men i det moderna hebreiska språket betyder ”Leviatan” helt enkelt "val".

## Omnämnanden
Ordet "Leviatan" förekommer fem gånger i 1917 års kyrkobibel:
1. Jesaja 27:1[2]: "På den tiden skall HERREN med sitt svärd, det hårda, det stora och starka, hemsöka Leviatan, den snabba ormen, och Leviatan, den ringlande ormen, och skall dräpa draken, som ligger i havet."
2. Psaltaren 74:13-14[3]: "Det var du som bräckte Leviatans huvuden och gav honom till mat åt öknens skaror."
3. Ps 104:25-27[4]: "Se ock havet, det stora ock vida: ett tallöst vimmel rör sig däri, djur både stora och små. Där gå skeppen sin väg fram, Leviatan, som du har skapat att leka däri. Alla vänta de efter dig, att du skall giva dem deras mat i rätt tid."
4. Job 3:8[5]: "Ja, ofruktsam blive den natten, aldrig höje sig jubel under den. Må den förbannas av dem som besvärja dagar, av dem som förmå mana upp Leviatan."
5. Job 40:20-28[6]: "Kan du draga upp Leviatan med krok och med en metrev betvinga hans tunga? Kan du sätta en sävhank i hans nos eller borra en hake genom hans käft? Menar du att han skall slösa på dig många böner eller tala till dig med mjuka ord? Att han skall vilja sluta fördrag med dig, så att du finge honom till din träl för alltid? Kan du hava honom till leksak såsom en fågel och sätta honom i band åt dina tärnor? Pläga fiskarlag köpslå om honom och stycka ut hans kropp mellan krämare? Kan du skjuta hans hud full med spjut och hans huvud med fiskharpuner? Ja, försök att bära hand på honom du skall minnas den striden och skall ej föra så mer. Nej, den sådant vågar, hans hopp bliver sviket, han fälles till marken redan vid hans åsyn."

Ordet Leviatan omnämns även i Rashis kommentarer till Första Moseboken 1:21:
"Och Gud skapade de stora havsdjuren och hela det stim av levande varelser, som vattnet vimlar av, efter deras arter...".
Marcus Jastrow översätter ordet "Taninim" med sjöodjur, krokodil eller stor orm. I sina kommentarer skriver Rashi att "enligt legenden refererar detta till Leviatan och hans maka. Gud skapade en manlig och en kvinnlig Leviatan, dödade sedan honan och saltade den åt de rättrådiga, för om Leviatanerna skulle avla av sig skulle världen inte kunna framträda inför dem."
Leviatan omnämns därutöver på flera ställen i Talmud.